# Energinet.dk
Energinet.dk est le gestionnaire de réseau de transport danois de gaz et d'électricité. C'est une entreprise publique indépendante détenue par l’État danois sous tutelle du Ministère du Climat et de l’Énergie. Energinet.dk possède 570 employés, et son siège social est situé à Erritsø près de Fredericia au Jutland. La division gaz est située à Ballerup près de Copenhague.

## Mission
Ses tâches principales consistent à assurer un fonctionnement optimal ainsi qu'à développer les infrastructures des réseaux nationaux de gaz et d'électricité. De plus il est chargé de garantir à tous un accès égal à ces infrastructures.